# Zelica
Zelica is een geslacht van vlinders van de familie tandvlinders (Notodontidae).

## Soorten
- Z. apollinairei Dognin, 1916
- Z. ezrana Schaus, 1928
- Z. selana Schaus, 1937
- Z. thalassina Herrich-Schäffer, 1856